# سسیلیا کارا
سسیلیا کارا (فرانسوی: Cécilia Cara‎؛ زادهٔ ۵ ژوئن ۱۹۸۴) هنرپیشه و خواننده اهل فرانسه است. وی از سال ۲۰۰۱ میلادی تاکنون مشغول فعالیت بوده‌است.